# Scott Robinson (calciatore)
Scott Robinson (Edimburgo, 11 marzo 1992) è un calciatore scozzese, centrocampista del Partick Thistle.

## Carriera

### Club
Ha giocato nella prima divisione scozzese.

### Nazionale
Ha giocato nelle nazionali giovanili scozzesi Under-16, Under-17 ed Under-19.

## Palmarès

### Club

#### Competizioni nazionali
- Coppa di Scozia: 1

Hearts: 2011-2012
- Scottish Championship: 2

Hearts: 2014-2015
Kilmarnock: 2021-2022